# Klášter nad Dědinou

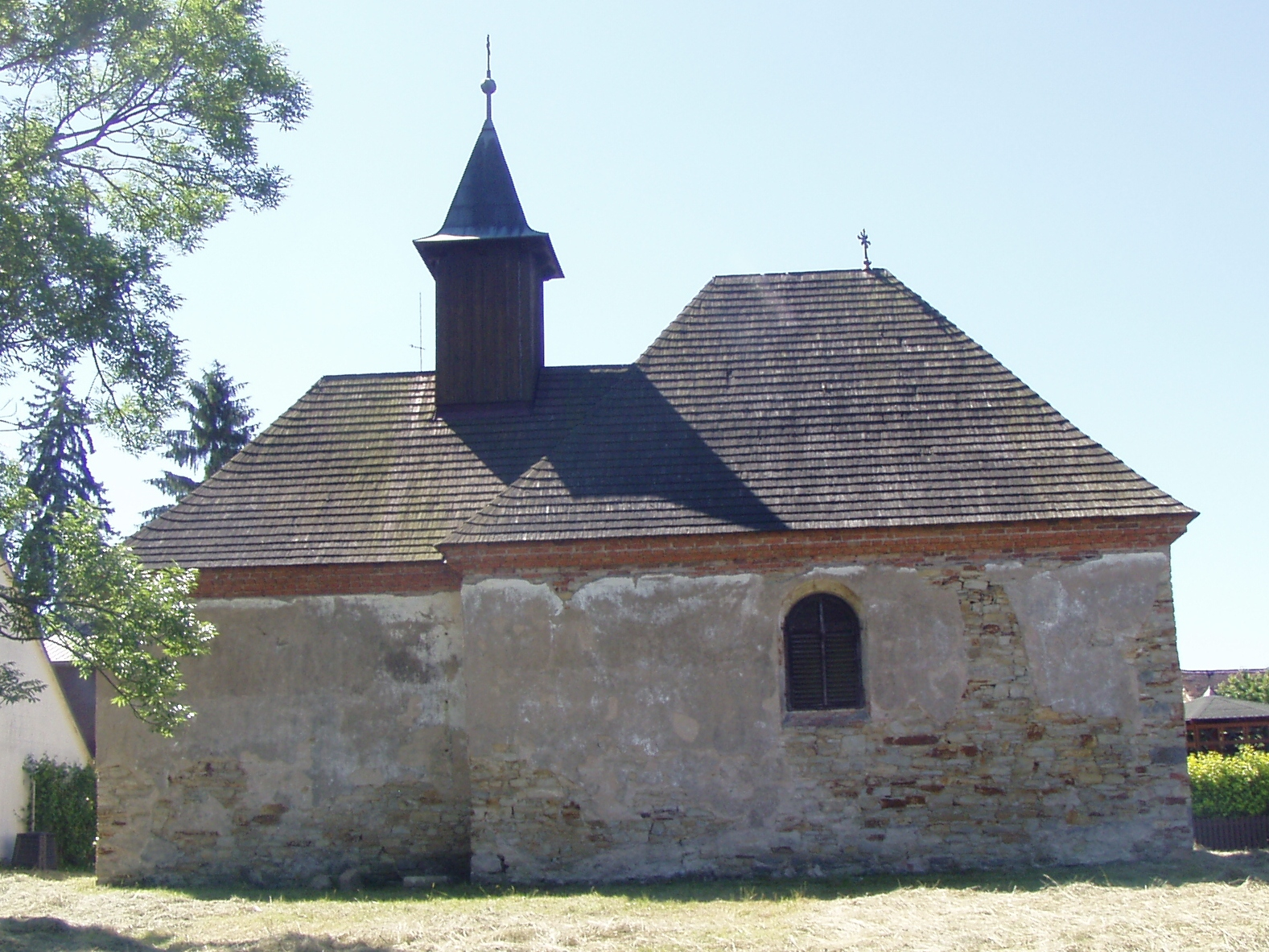
Kirche Johannes des Täufers

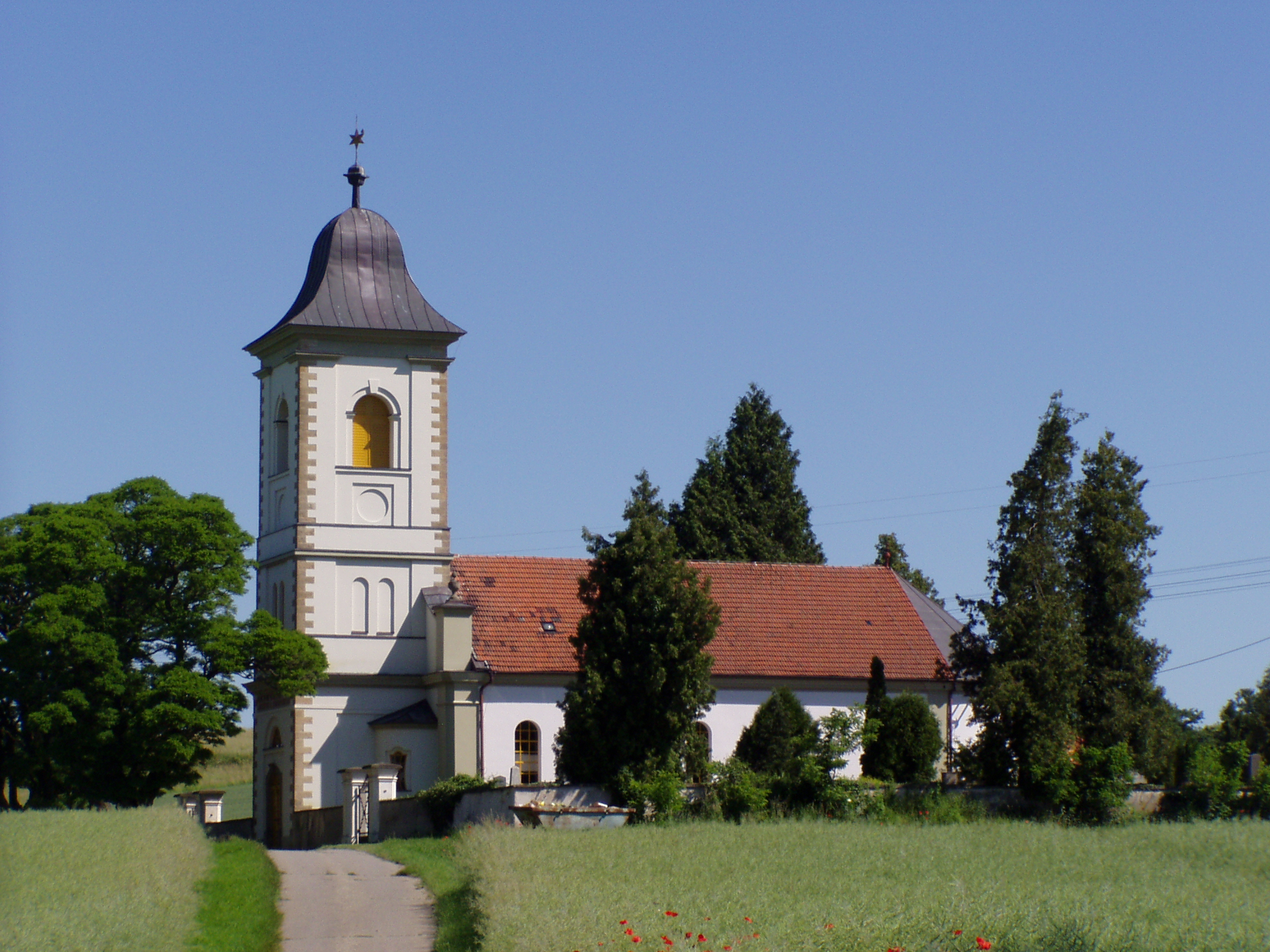
Evangelische Kirche

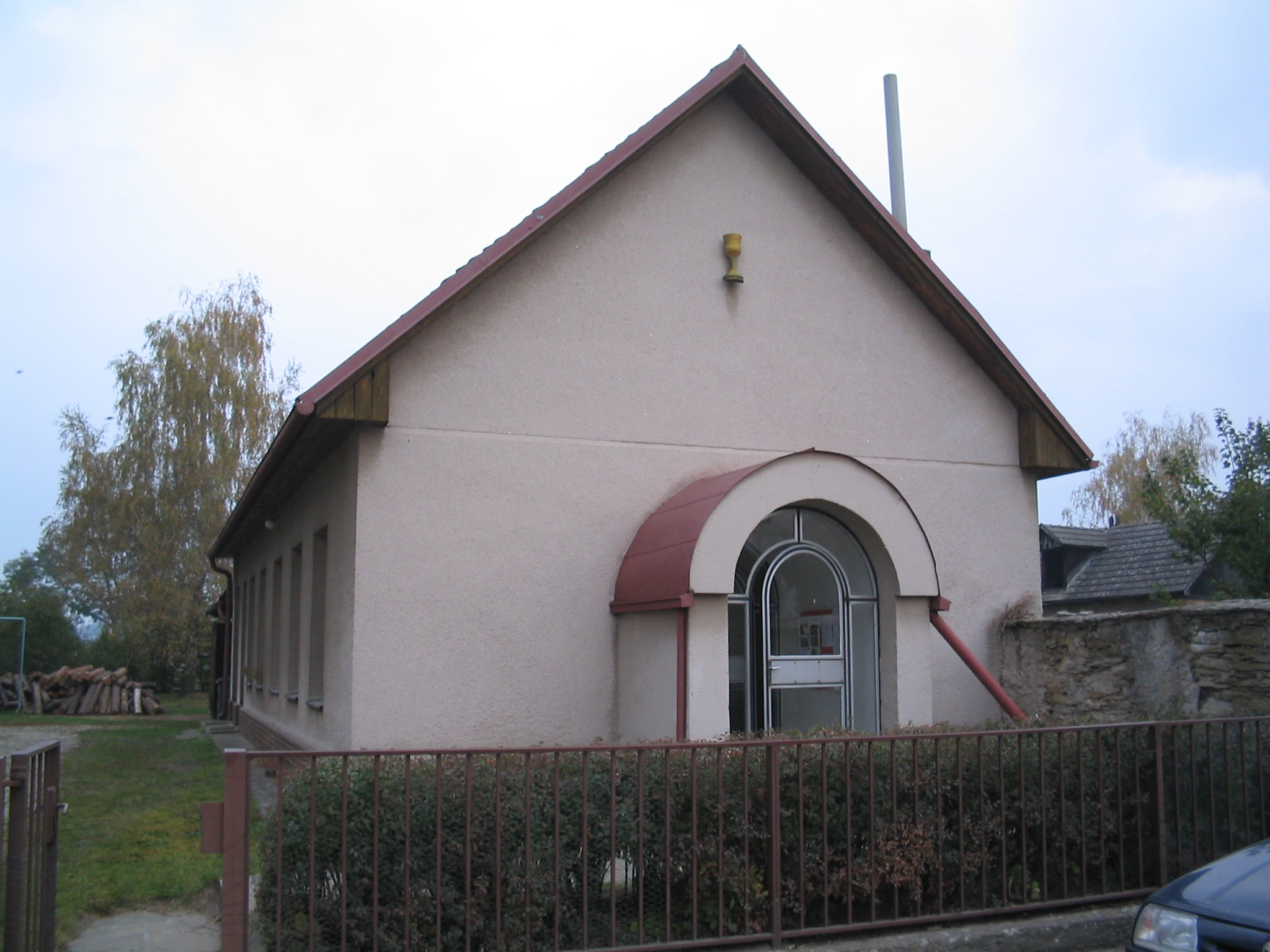
Evangelisches Bethaus

Klášter nad Dědinou, bis 1920 Klášter (deutsch Kloster an der Diedina, früher Kloster) ist ein Ortsteil der Gemeinde Ledce  in Tschechien. Er liegt 15 Kilometer östlich des Stadtzentrums von Hradec Králové und gehört zum Okres Hradec Králové.

## Geographie
Klášter nad Dědinou befindet sich rechtsseitig des Flüsschens Dědina auf einer Anhöhe auf der Černilovská tabule (Czernilower Tafel). Einen Kilometer östlich des Dorfes verläuft die Bahnstrecke Choceň–Meziměstí. Nördlich erheben sich die Potočkova stráň (277 m n.m.) und die Humbule (269 m n.m.), östlich die Horka (274 m n.m.), südlich der Sruby (268 m n.m.), westlich die Vackovská (317 m n.m.) und der Újezdský chlum (321 m n.m.).
Nachbarorte sind Vranov und Břekel im Norden, Městec und Očelice im Nordosten, Přepychy im Osten, Vojenice, Nová Ves und Bolehošť im Südosten, Stránka, Ledce und Polánky nad Dědinou im Süden, Cihelna und Jeníkovice im Südwesten, Polsko und Librantice im Westen sowie Libníkovice, Vysoký Újezd und Podolí im Nordwesten.

## Geschichte
Im Mittelalter führte mit dem Habelschwerdter Steig (Bystřická stezka) ein bedeutsamer Handelsweg von Königgrätz über Deschney ins Tal der Glatzer Neiße durch das Tal der Dědina. Unweit dieses Steiges wurde wahrscheinlich durch die Herren von Dobruška das Zisterzienserkloster Heiligenfeld angelegt; als Zeitpunkt seiner Gründung wurde die Mitte des 12. Jahrhunderts, nach neueren Erkenntnissen die zweite Hälfte des 13. Jahrhunderts angenommen. 1420 wurde das Kloster durch die Königgrätzer Orebiten unter Aleš Vřešťovský von Riesenburg niedergebrannt und nicht wieder aufgebaut. Anschließend bemächtigten sich verschiedene weltliche Herren des wenig umfangreichen Klosterbesitzes. Die Klosterruinen wurden als Baumaterial abgetragen; die letzten Mauern wurden 1740 zum Bau eines Teichdammes abgebrochen. Die in der Außenmauer der Kirche von Vysoký Újezd eingemauerten zwei Steine mit Resten lateinischer Inschriften sollen von der Klostergruft stammen.
Im Jahre 1499 erwarb Nikolaus d. J. Trčka von Lípa die Klostergüter und schlug sie seiner Herrschaft Opočno zu. Nach dem Tode von Jan Rudolf Trčka von Lípa wurde die Herrschaft Opočno durch König Ferdinand II. konfisziert und 1635 an die Brüder Hieronymus und Rudolf von Colloredo-Waldsee verpfändet. Später folgten die Grafen Colloredo-Mannsfeld, die die Herrschaft bis zur Mitte des 19. Jahrhunderts besaßen.
Nach dem Josephinischen Toleranzpatent von 1781 gründeten im Jahre 1782 319 Familien eine evangelisch-reformierte Gemeinde. 1785 entstand am Weg nach Městec eine Toleranzkirche mit Friedhof, im Jahr darauf eine evangelische Schule und 1787 das Pfarrhaus.
Im Jahre 1836 bestand das im Königgrätzer Kreis gelegene Dorf Kloster bzw. Klasster aus 27 Häusern, in denen 159 durchweg protestantische Einwohner lebten. Im Ort befanden sich die der Pfarrei Hoch-Augezd zugewiesene katholische Filialkirche Johannes des Täufers, ein protestantisches Bethaus und eine protestantische Schule. Der Sprengel des zur Evangelische Superintendentur H. B. Böhmen gehörigen Pastorats Kloster umfasste 2870 Gläubige, darunter sämtliche protestantischen Einwohner der Herrschaft Opotschno, weitere 251 Protestanten in den Orten Bieltsch und Chwogenetz (Herrschaft Pardubitz), Bohuslawitz, Černčitz, Lhota, Slawietin und Spie (Herrschaft Neustadt), Borohradek (Gut Borohrádek), Zbielow und Zdiar (Herrschaft Reichenau), Hodietschin (Gut Nedělischt), Josephstadt und Libnikowitz (Herrschaft Smiřitz), Kosteletz und Lhota (Herrschaft Kosteletz), Tinischt und Woleschnitz (Herrschaft Častolowitz) sowie sämtliche 64 Protestanten aus der Herrschaft Nachod, die dem Filialbethaus in Machau zugewiesen waren. Bis zur Mitte des 19. Jahrhunderts blieb das Dorf der Herrschaft Opotschno untertänig.
Nach der Aufhebung der Patrimonialherrschaften bildete Klášter ab 1849 eine Gemeinde im Gerichtsbezirk Opočno. 1860 wurde die zweiklassige Dorfschule errichtet. Ab 1868 gehörte die Gemeinde zum Bezirk Neustadt an der Mettau. Auf Anordnung der Linguistischen Kommission in Prag wurde 1921 der Ortsname in Klášter nad Dědinou abgeändert. 1949 wurde Klášter nad Dědinou dem Okres Dobruška zugeordnet, nach dessen Aufhebung im Zuge der Gebietsreform von 1960 wurde das Dorf dem Okres Rychnov nad Kněžnou zugeordnet und zugleich wegen zu geringer Einwohnerzahl nach Ledce eingemeindet. Die Schule in Klášter nad Dědinou wurde 1977 geschlossen. 1999 entstanden im ehemaligen Schulhaus acht betreute Wohnungen der Sozialfürsorgeeinrichtung Opočno. Am 3. März 1991 hatte der Ort 58 Einwohner; beim Zensus von 2001 lebten in den 32 Wohnhäusern von Klášter nad Dědinou 54 Personen. Am 30. Juni 2003 hatte Klášter nad Dědinou 42 Einwohner. Zum 1. Januar 2007 wurde das Dorf dem Okres Hradec Králové zugeordnet.

## Ortsgliederung
Der Ortsteil Klášter nad Dědinou bildet einen Katastralbezirk.

## Sehenswürdigkeiten
- Kirche Johannes des Täufers, sie wurde im 16. Jahrhundert an der Stelle des Konvents errichtet und erhielt ihre heutige Gestalt beim Umbau von 1844
- Evangelische Kirche, nördlich des Dorfes, die Toleranzkirche wurde 1785 im Empirestil errichtet

## Söhne und Töchter des Ortes
- František Janeček (1878–1941), Konstrukteur und Gründer des Unternehmens Jawa